# Gabinete Caillaux
O Gabinete Caillaux foi o ministério formado por Joseph Caillaux em 27 de junho de 1911 e dissolvido em 14 de janeiro de 1912. Foi o 51º gabinete da Terceira República Francesa, sendo antecedido pelo Gabinete Monis e sucedido pelo Gabinete Poincaré I.

## Contexto
Em 1911, uma comissão parlamentar de inquérito implicou Joseph Caillaux no "Caso Rochette", acusando-o de conluio com especuladores. Ainda assim, Caillaux exerceu, além das funções de Presidente do Conselho de Ministros, as de ministro do Interior e dos assuntos religiosos, o que lhe valeu uma interpelação dos deputados da Secção Francesa da Internacional Operária (SFIO) a respeito do caso de um agente provocador infiltrado nas greves gerais de 1908.
Na política externa, Caillaux foi alvo da Alemanha ao fomentar a agitação em Fez, em abril de 1911. Berlim sabia que o novo chefe de governo francês negociaria a todo custo para evitar uma guerra, ao contrário de seus antecessores - ele de fato fará isso, confiando o assunto ao seu ministro das Colônias e demitindo seu ministro das Relações Exteriores, herdeiro das políticas de Théophile Delcassé, várias vezes ministro dos Estrangeiros. Finalmente, um acordo foi alcançado: a França cedeu dois territórios franceses na África Central francesa para a Alemanha, a fim de manter sua liberdade de manobra no Marrocos. Ratificada com muitas abstenções na Assembleia Nacional Francesa, essa convenção diplomática Franco-Alemã encontrou forte oposição no Senado Francês e causou indignação no país, reforçada pela negação de Caillaux da existência de negociações secretas no seio do próprio governo (o que de fato ocorreu).
Diante dessa crise e com a demissão do ministro das Relações Exteriores, o Gabinete Caillaux foi substituído por um governo encabeçado por Raymond Poincaré, que finalmente conseguiu que a convenção fosse ratificada. O caso, no entanto, rendeu a Caillaux um ódio tenaz em todos os círculos nacionalistas da direita e da esquerda, em particular de Georges Clemenceau.

## Composição
- Presidente da República: Armand Fallières
- Presidente do Conselho de Ministros: Joseph Caillaux
- Ministro dos Estrangeiros: Justin de Selves
- Ministro da Justiça: Jean Cruppi
- Ministro do Interior e Cultos: Joseph Caillaux
- Ministro da Guerra: Adolphe Messimy
- Ministro das Finanças: Louis-Lucien Klotz
- Ministro da Marinha: Théophile Delcassé
- Ministro da Instrução Pública e Belas Artes: Théodore Steeg
- Ministro das Obras Públicas, Correios e Telégrafos: Jean-Victor Augagneur
- Ministro da Agricultura: Jules Pams
- Ministro do Comércio e Indústria: Maurice Couyba
- Ministro das Colônias: Albert Lebrun
- Ministro do Trabalho e Previdência Social: René Renoult

## Realizações
- Assinatura da Convenção Franco-Alemã.